# Amar-Sin
Amar-Sin (o Amarsuen o Amarsuena; fl. XXI secolo a.C.) è stato un sovrano sumero.

## Biografia
Fu il terzo re della Terza dinastia di Ur. Figlio di Shulgi, assunse come lui il titolo di re di Sumer e Akkad; governò, secondo la cronologia media, fra il 2046 e il 2038 a.C. e secondo la "cronologia breve" fra il 1981 e il 1973 a.C.
A differenza del padre, che fu divinizzato dopo alcuni anni di regno, Amar-Sin portò il determinativo divino (dingir) sin dal momento dell'ascesa al trono. Si conoscono varie opere edilizie da lui compiute e il monumentale ipogeo reale in cui si fece seppellire. Il suo regno fu un periodo di prosperità, che permise la riduzione delle tasse. 
Militarmente fu impegnato contro le popolazioni nomadi (soprattutto Amorrei) che premevano ai confini.